# 斯蒂格·舍林
斯蒂格·舍林（瑞典語：Stig Sjölin，1928年12月21日—1995年1月9日），瑞典男子拳击运动员。他曾代表瑞典参加1952年和1956年夏季奥林匹克运动会拳击比赛，其中1952年奥运会获得一枚铜牌。